# Такеши Мотојоши
Такеши Мотојоши (јап. 本吉 剛; 26. јул 1967) јапански је фудбалер.

## Каријера
Током каријере играо је за Фуџита и Урава Ред Дајмондс и многе друге клубове.

## Репрезентација
Са репрезентацијом Јапана наступао је на АФК азијском купу 1988.